# Drepanosiphidae
Drepanosiphidae é uma família de insectos da ordem Hemiptera, da superfamília Aphidoidea. Nas taxonomia em que superfamília dos Aphidoidea é dividida nas famílias Aphididae, Adelgidae e Phylloxeridae, este grupo passa a ser uma subfamília dos Aphididae, sob a designação de Drepanosiphinae.

## Géneros
- Atheroides
- Betulaphis
- Boernerina
- Callaphis
- Callipterinella
- Cepegillettea
- Chaitophorus
- Chromaphis
- Ctenocallis
- Diphyllaphis
- Drepanaphis
- Drepanosiphum
- Eucallipterus
- Euceraphis
- Hoplochaitophorus
- Iziphya
- Lachnochaitophorus
- Monellia
- Monelliopsis
- Myzocallis
- Neosymydobius
- Oestlundiella
- Periphyllus
- Phyllaphis
- Protopterocallis
- Pterocallis
- Saltusaphis
- Sipha
- Stegophylla
- Subiziphya
- Subsaltusaphis
- Symydobius
- Takecallis
- Tamalia
- Therioaphis
- Thripsaphis
- Tinocallis
- Tuberculatus